# Franca Gonella
Franca Gonella (Torino, 1º marzo 1947) è un'attrice italiana.

## Biografia
Laureata in storia del cinema e teatro all'Università di Torino, dove è stata allieva di Gianni Rondolino e Gianni Vattimo, intraprende successivamente l'attività di attrice teatrale. Notata dall'attore Pino Ferrara, questi la presenta al regista Mariano Laurenti, che la fa debuttare nel cinema con il film Cerca di capirmi, del 1970, che ha come interpreti principali Massimo Ranieri e Beba Loncar. 
Nel 1972 avviene il suo debutto nel cinema erotico con i film ...e si salvò solo l'Aretino Pietro, con una mano davanti e l'altra dietro..., e L'Aretino nei suoi ragionamenti sulle cortigiane, le maritate e... i cornuti contenti, il primo diretto da Silvio Amadio, il secondo da Enrico Bomba. A questi fanno seguito altri titoli dello stesso genere, in cui la Gonella interpreta ruoli più significativi e da protagonista, come La bolognese e Una vergine in famiglia, entrambi del 1975. In tutte le sue apparizioni nei film a sfondo erotico (e anche in I violenti di Roma bene) risulta essere sempre impiegata per scene di sesso e di nudo integrale.
Per le sue interpretazioni nei film Una vergine in famiglia e La bolognese, l'attrice è stata sanzionata per due volte dal tribunale di Latina nel 1976, la prima perché accusata di essere contro l'istituzione familiare, la seconda per il reato di oscenità, con la conseguenza di due condanne penali in primo grado, verdetti poi ribaltati nei successivi gradi di giudizio.
La sua attività artistica va riducendosi negli anni ottanta, durante i quali prende parte ad alcuni film come L'ultimo giorno (1985) e Missione eroica - I pompieri 2 (1987). La sua ultima apparizione, nel 1990, avviene nel film Odore di spigo. Successivamente si ritira dalle scene, dandosi all'imprenditoria, con la creazione di una società di tecnologia informatica. Nel 1992 produce il documentario Noto, Mandorli, Vulcano, Stromboli, Carnevale, diretto da Michelangelo Antonioni. Nel 2001 ha fatto parte della commissione di studio per lo sviluppo della virtualizzazione del patrimonio storico, artistico, culturale italiano del Ministero per i Beni e le Attività Culturali.

## Filmografia

### Cinema
- Cerca di capirmi, regia di Mariano Laurenti (1970)
- ...e si salvò solo l'Aretino Pietro, con una mano davanti e l'altra dietro..., regia di Silvio Amadio (1972)
- L'Aretino nei suoi ragionamenti sulle cortigiane, le maritate e... i cornuti contenti, regia di Enrico Bomba (1972)
- Rosina Fumo viene in città... per farsi il corredo, regia di Claudio Gora (1972)
- Da Scaramouche or se vuoi l'assoluzione baciar devi sto... cordone!, regia di Gianfranco Baldanello (1973)
- Quando i califfi avevano le corna..., regia di Amasi Damiani (1973)
- Rivelazioni di uno psichiatra sul mondo perverso del sesso, regia di Renato Polselli (1973)
- Verginità, regia di Marcello Andrei (1974)
- Zelda, regia di Alberto Cavallone (1974)
- Diabolicamente... Letizia, regia di Salvatore Bugnatelli (1975)
- La bolognese, regia di Alfredo Rizzo (1975)
- Una vergine in famiglia, regia di Luca Delli Azzeri (Mario Siciliano) (1975)
- I violenti di Roma bene, regia di Massimo Felisatti e Sergio Grieco (1976)
- Campagnola bella, regia di Luca Delli Azzeri (Mario Siciliano) (1976)
- La casa, regia di Angelino Fons (1976)
- Amore all'arrabbiata, regia di Carlo Veo (1976)
- Che carambole... ragazzi!!! (Üç kagitçilar), regia di Natuk Baytan (1976)
- La bella e la bestia, regia di Luigi Russo (1977)
- La bravata, regia di Roberto Bianchi Montero (1977)
- Orazi e Curiazi 3 - 2, regia di Giorgio Mariuzzo (1977)
- Cugine mie, regia di Marcello Avallone (1978)
- Rand rover, regia di Arduino Sacco (1979)
- La guerrigliera, regia di Pierre Kast (1982)
- L'ultimo giorno, regia di Amasi Damiani (1985)
- Missione eroica - I pompieri 2, regia di Giorgio Capitani (1987)
- Una storia importante, regia di Amasi Damiani (1987)
- Odore di spigo, regia di Amasi Damiani (1988)
- Il Notturno di Chopin, regia di Aldo Lado (2012) cameo

### Televisione
- I giovedì della signora Giulia – miniserie TV (1970)
- Stranieri d'Italia la musica s'è desta – miniserie TV (1981)
- La città di Miriam – miniserie TV (1983)
- L'herbe rouge, regia di Pierre Kast – film TV (1985)